# Megan Oldham
Megan Oldham (Newmarket, 12 mei 2001) is een Canadese freestyleskiester.

## Carrière
Bij haar wereldbekerdebuut, in november 2018 in Stubai, scoorde Oldham direct wereldbekerpunten. In januari 2019 behaalde de Canadese in Font-Romeu haar eerste toptienklassering in een wereldbekerwedstrijd. Diezelfde maand stond ze in Seiser Alm voor de eerste maal in haar carrière op het podium van een wereldbekerwedstrijd. Op 30 maart 2019 boekte Oldham in Silvaplana haar eerste wereldbekerzege. In het seizoen 2018/2019 won de Canadese de wereldbeker op het onderdeel slopestyle.

## Resultaten

### Wereldbeker
Eindklasseringen
| Seizoen   | Algm | BA  | SS   |
| --------- | ---- | --- | ---- |
| 2018/2019 | 10e  | 10e | Goud |
| 2019/2020 | 51e  | 4e  | 14e  |

Wereldbekerzeges
| Datum         | Plaats     | Onderdeel  |
| ------------- | ---------- | ---------- |
| 30 maart 2019 | Silvaplana | Slopestyle |